# Тіре (Марказі)
Тіре (перс. تيره) — село в Ірані, у дегестані Дузадж, у бахші Харкан, шахрестані Зарандіє остану Марказі. За даними перепису 2006 року, його населення становило 216 осіб, що проживали у складі 48 сімей.

## Клімат
Середня річна температура становить 9,04°C, середня максимальна – 26,72°C, а середня мінімальна – -11,90°C. Середня річна кількість опадів – 259 мм.
| Клімат поселення                              | Клімат поселення | Клімат поселення | Клімат поселення | Клімат поселення | Клімат поселення | Клімат поселення | Клімат поселення | Клімат поселення | Клімат поселення | Клімат поселення | Клімат поселення | Клімат поселення | Клімат поселення |
| Показник                                      | Січ.             | Лют.             | Бер.             | Квіт.            | Трав.            | Черв.            | Лип.             | Серп.            | Вер.             | Жовт.            | Лист.            | Груд.            |                  |
| Середній максимум, °C                         | 4,06             | 5,45             | 8,30             | 15,38            | 20,69            | 25,80            | 26,72            | 26,63            | 22,41            | 17,27            | 10,94            | 5,42             |                  |
| Середня температура, °C                       | −3,93            | −2,54            | 0,31             | 7,40             | 12,71            | 17,84            | 21,26            | 21,15            | 16,96            | 11,81            | 5,49             | −0,04            |                  |
| Середній мінімум, °C                          | −11,9            | −10,52           | −7,67            | −0,58            | 4,72             | 9,84             | 15,80            | 15,72            | 11,49            | 6,36             | 0,02             | −5,5             |                  |
| Норма опадів, мм                              | 30               | 33               | 48               | 43               | 36               | 6                | 2                | 1                | 0                | 11               | 20               | 29               |                  |
| Середньомісячна швидкість вітру, м/с          | 1.11             | 2.00             | 2.83             | 2.93             | 2.53             | 2.29             | 2.28             | 2.18             | 2.07             | 1.96             | 1.76             | 1.30             |                  |
| Середньомісячна сонячна радіація, кДж/м²·день | 8844             | 11586            | 14156            | 17695            | 21801            | 26446            | 25993            | 23542            | 20174            | 14556            | 10509            | 8509             |                  |
| --------------------------------------------- | ---------------- | ---------------- | ---------------- | ---------------- | ---------------- | ---------------- | ---------------- | ---------------- | ---------------- | ---------------- | ---------------- | ---------------- | ---------------- |
| Джерело:                                      |                  |                  |                  |                  |                  |                  |                  |                  |                  |                  |                  |                  |                  |